# 大久保玄蕃知行所
大久保玄蕃知行所（おおくぼげんばちぎょうじょ）は、駿河国庵原郡・益津郡の中で5000石を知行した旗本、大久保忠成から大久保忠宣までの江戸時代における9代にわたっての知行地。
大久保家は代々玄蕃頭に叙任されることが多く、当主は大久保玄蕃や大久保玄蕃頭と記載されることが多い。家紋は上藤丸に大文字、三頭藤巴。

3代忠兼のとき1700石を加増され6700石になり、5代忠郷が家を継いだ時、700石を弟に分け、幕末における知行地は6000石だった。

## 大久保家の知行地
合計6000石（幕末期）
- 駿河 - 合計13か村、4996石106[3]（残り1000石は上野国山田・下野国梁田、足利・武蔵国比企郡内[4][5]）
  - 庵原郡（瀬名村、押切原村内、山原村内、下野村、瀬名川村内、押切原新田村）
  - 益津郡（方ノ上村内、坂本村内、中里村内、馬場村内、花沢村内、小浜村内、中村内）

大久保家は旗本であり江戸に居住しているため、駿府浅間神社の前に設置した宮中役所（陣屋）に代官をおき、領地は庄屋などの村役人が実質的な管理をしていた。
3代忠兼は永田馬場に住んでいた。

## 財政状況
石高に応じて幕府より普請金が定められているので、6000石の大身旗本である大久保家の負担は大きかった。資金の出どころは知行所の村々からということになるが、村はその金を捻出するために商人から借金をするという構図になっている。
文化8年（1811年）の「大久保玄蕃の生計見積書」によると、毎月の固定費（月給制の人件費、生活費、消耗費）が54両1分2朱で、それにプラスして特別な支出という定式会計を行っていた。3月と7月に年俸制で雇っている人達の人件費が発生していたため、3月は115両2朱、7月は149両1分という支出になっている。年間合計支出は885両となっていた。
幕府の役職に就くにあたっても、相応の金を用意する必要があった。7代忠陽は享和3年（1803年）に火消役に就任するにあたり、駿府商人より900両を借用したとの記録がある。
幕末において、駿河国知行所の負担は黒船来航の対応や安政の大地震からの復興により、合計870両になっていた。文久元年（1861年）に駿河国の大久保知行所の全村が江戸にいる役人に訴えた「大久保知行所の御門嘆願書」に詳細が記載されている。
大久保家は江戸にいて知行所管理は陣屋役人や名主に任していたが、村との間にたびたびトラブルが起こっていたようである。
大久玄蕃保知行所の支配構造と財政状況については、青木茂久著『近世後期における旗本の財政窮乏と村落 -旗本大久保氏の駿河国知行所を中心に-』（著者の上越教育大学修士論文に修正加筆をして2000年に発行された）に詳しい分析がなされている。

## 大久保家
5000石を知行した上級旗本（大身旗本）の一族。布衣の着用や守名乗り（官途名乗り）を許され、代々玄蕃の官位を取得することが多かった。特に玄蕃頭は従五位下の格式がある。官位が従五位下の大名も多く、旗本として最上位クラスの家格といえる。江戸時代における旗本は、家の石高や格式によって就ける役がおおよそ限定されていた。以下は旗本大久保家を知る上での基礎知識となる。
- 御目見 - 将軍に直に謁見できることで100石以上で許される。幕府の直臣で100石以上を旗本、100石未満を御家人という。
- 布衣 - 着用を許されることが一つの旗本のステータスであった[12]。布衣以上、布衣以下と区別されており、許しは石高によって決まっていた。
- 守名乗り（官途名乗り） - 紀伊守や肥後守といった〇〇守の官位で、これも石高によって名乗れるか否かが決まっていた。詳しくは武家官位の「官名の特例」を参照。
- 番方と役方 - 旗本の役職で、番方は戦時に備える現場仕事で、番方を経て奉行などの事務仕事の役方になる。幕府の中枢まで進むと江戸留守居役などの役になる[13]。

大久保家の場合、まず書院組か小姓組の番士となり、奉行などに進む傾向がみられる。知行1700石を加増され6700石の旗本になった3代忠兼の場合は、
御書院番→定火消→百人組の頭→御旗奉行→御留守居→従五位下玄蕃頭
という幕府における理想的な出世コースをたどっている。

## 歴代当主
以下は資料を参照に作成した歴代当主の没年齢と特筆事項である。
没年月日について、「錦屏山長福寺過去帳」によるものは（●）。「新訂寛政重修諸家譜 第十一」によるものは（〇）で記している。
初代
大久保玄蕃頭忠成
●元和2年（1616年）9月26日没
〇寛文12年（1672年）1月18日没
2代
大久保四郎左衛門忠重
寛文10年（1670年）10月23日家を継ぐ
●寛文12年（1672年）1月18日没
〇天和2年（1682年）9月22日没
3代
大久保玄蕃頭忠兼
延宝3年（1675年）家督を継ぐ
●安永3年（1774年）10月2日没
〇宝永3年（1706年）10月12日没
天和2年（1682年）に700石、元禄10年（1697年）500石、元禄15年（1697年）500石を給わり、合計6700石となる。妻は牧野内匠頭信成の娘
4代
大久保玄蕃頭忠明
宝永3年（1706年）に家督を継ぐ
●享保12年（1727年）3月20日没
〇享保13年（1728年）3月晦日没
5代
大久保玄蕃頭忠郷
享保13年（1728年）7月12日家督を継ぐ
●寛延2年（1749年）9月27日没
〇寛延2年（1749年）10月朔日没
6000石を知行し、700石を弟・兵庫忠福に与える
6代
大久保玄蕃頭忠元
寛延2年（1749年）12月22日、15歳で家督を継ぐ
●文化15年（1818年）1月29日没
〇記述なし
7代
大久保玄蕃頭忠陽
寛政3年（1791年）4月26日、25歳で家督を継ぐ
●文政9年（1826年）7月19日没
〇記述なし
8代
大久保玄蕃頭忠覚（忠学）
●万延元年（1860年）3月10日没
〇記述なし
9代
大久保忠宣
●記述なし
〇記述なし
慶応4年（1868年）2月20日。駿府町奉行であった大久保忠宣は旧幕府より罷免された。
大久保玄蕃知行地は駿府藩の成立まで続いた。

## 瀬名の郷蔵と番屋
- 郷蔵
大久保家の知行地であった瀬名村[注釈 5]には領主に納める年貢米の保管や貯蔵のための郷蔵がある。天保4年（1833年）に暗小路と呼ばれた場所に再建された。
昭和15年（1940年）に現在の場所（静岡市葵区瀬名3丁目18番58号）に移築される。番屋と共に現存している郷蔵は全国でも希少である。
郷蔵は庄屋以下村役人によって管理され、農家から徴収した米は郷蔵に集められた。
領主への年貢は地頭に金納するため、府中（駿府）の米相場を利用し、陣屋（役所）から切符をもらい、商人に米を売り渡した[16]。
- 番屋
番屋とは郷蔵に付属する建物で、蔵番が寝泊まりして郷蔵を警護する建物のこと。
村役人の集会場でもあった。

瀬名の郷蔵と番屋の詳しい情報は、参考文献欄の「瀬名の郷倉と番屋」公式HPを参照。

## 瀬名の胸形神社と弁天池
- 胸形神社
創建年月不詳。貞享2年（1685年）領主の大久保玄番（紀伊守）の勧請と伝えられている[17]。
祭神は田心姫命、湍津姫命、市杵島姫命の三人の女神。例祭日は10月17日。
元の名称は弁才天神社で、明治2年（1869年）に胸形（むなかた）神社と改名した[18]。
- 弁天池
貞享2年（1685年）に造られた周りの田畑に水を引くための人工池。池は馬の蹄の形をしており、島が作られている。
伝説では、大久保紀伊守（大久保玄蕃）の奥方が夢のお告げで、夢枕に現れた弁天様に、江戸の上野の不忍池を模して弁天池を造れと言われたという[19]。
造営年より、夢のお告げを受けたのは三代・大久保忠兼の妻である、牧野内匠頭信成が女[2]と思われる。
弁天の夜雨は瀬名八景の一つに数えられている[20]。

所在地：420-0911 静岡県静岡市葵区瀬名1丁目10−23